# 丛林鼠
丛林鼠（学名：Mus famulus）也称丛林小鼠、南印小鼠，一种分布于印度南部地区的啮齿动物，隶属于鼠科小鼠属。本种是英国学者约翰·刘易斯·詹姆斯·邦霍特（John Lewis James Bonhote）于1898年描述发表。
中国境内曾报道发现本种，但也有学者研究鉴定认为都属于锡金小鼠印支亚种（Mus pahari gairdneri）。

## 形态特征
丛林鼠属于一种小型鼠类，背毛黄褐色，腹毛灰白色，尾长约等于体长。头骨细小，眶上嵴较发达。